# Viehkogel
De Viehkogel is een berg in de deelstaat Beieren, Duitsland en in de deelstaat Salzburg, Oostenrijk. De berg heeft een hoogte van 2158 meter. De grens tussen Duitsland en Oostenrijk loopt over de top.
De Viehkogel is onderdeel van het Steinernes Meer, dat weer deel uitmaakt van de Berchtesgadener Alpen.